# 894-es busz
A 894-es jelzésű regionális autóbusz egy budapesti agglomerációban közlekedő helyközi járat, ami Tahitótfalut és Pócsmegyert köti össze. Kizárólag hétvégente közlekedik a Leányfalu–Pócsmegyer átkelőhajó részleges pótlására. A viszonylatot a MÁV Személyszállítási Zrt. üzemelteti.

## Megállóhelyei
| 0  |                                           | Tahitótfalu, Hősök tere induló végállomás    | 884, 889, 890, 893, 895, 898 |
| 4  | Tahitótfalu, Vízmű telep                  | 893, 895                                     |                              |
| 6  | Pócsmegyer, bejárati út                   | 893, 895                                     |                              |
| 8  | 0                                         | Pócsmegyer, orvosi rendelő induló végállomás | 893, 895                     |
| 9  | 1                                         | Pócsmegyer, rév                              | 893, 895                     |
| 10 | 2                                         | Pócsmegyer, iskola érkező végállomás         | 893, 895                     |
|    | 3                                         | Pócsmegyer, bejárati út                      | 893, 895                     |
| 5  | Tahitótfalu, Vízmű telep                  | 893, 895                                     |                              |
| 10 | Tahitótfalu, Hősök tere érkező végállomás | 884, 889, 890, 893, 895, 898                 |                              |